# Pyrausta cuprinalis
Pyrausta cuprinalis là một loài bướm đêm trong họ Crambidae.